# Miridiba hanoiensis
Miridiba hanoiensis är en skalbaggsart som beskrevs av Keith 2006. Miridiba hanoiensis ingår i släktet Miridiba och familjen Melolonthidae. Inga underarter finns listade i Catalogue of Life.